# Taff's Well
Taff's Well (Ffynnon Taf in lingua gallese) è un centro abitato del Galles, situato nel distretto di contea di Rhondda Cynon Taf.